# Lago Ludwigshofer
El lago Ludwigshofer (en alemán: Ludwigshofersee) es un lago situado en el distrito de Pomerania Occidental-Greifswald, en el estado de Mecklemburgo-Pomerania Occidental (Alemania), a una altitud de 2.8 metros; tiene un área de 18 hectáreas.
Está ubicado junto a la laguna de Szczecin y la frontera con Polonia.